# Jan Montyn
Jan Montyn (eigenlijk: Montijn) (Oudewater, 13 november 1924 – Amsterdam, 10 augustus 2015) was een Nederlands schilder, tekenaar, graficus en dichter. Werk van hem bevindt zich in onder andere het Stedelijk Museum in Amsterdam en het Museum of Modern Art in New York.

## Biografie
Montyn werd in 1924 geboren in een streng gereformeerd gezin. Zijn vader was huisschilder, diaken en stemde SGP.
Gedurende de Tweede Wereldoorlog werd Montyn lid van de nationaalsocialistische Nationale Jeugdstorm. Daarmee ging hij op trainingskamp in Oostenrijk. Hierna monsterde hij aan bij de Kriegsmarine, waar hij een schipbreuk meemaakte die hij ternauwernood overleefde. Na deze ramp werd hij naar het Oostfront gestuurd om te dienen in de loopgravenoorlog in Koerland.
Na de Bevrijding meldde hij zich bij het Vreemdelingenlegioen. Hij werd in Algerije getraind als parachutist om tegen Japan te worden ingezet. Al na korte tijd besloot hij te ontsnappen. Terug in Nederland werd hij als collaborateur in zijn vroegere omgeving niet meer geaccepteerd en in 1950 werd hij vrijwilliger bij een Nederlandse legergroep in de Koreaanse Oorlog.
Weer terug in Nederland werd daarmee zijn verleden in Duitse krijgsdienst als gecompenseerd beschouwd, maar toch raakte hij in een psychologische crisis. Het uitgebreid opschrijven van wat hij meemaakte bracht hem er weer bovenop. Hij hield zich sindsdien bezig met schilderen en raakte daarmee internationaal bekend. Hij overleed in de zomer van 2015 op 90-jarige leeftijd.

## Documentaire
- Louter, Jan (regie) (2004). Jan Montyn: love me or leave me. Viewpoint Productions, Amsterdam. 71 min.[1] Uitgezonden door de NPS in Het uur van de wolf in 2006.

## Interview
- Marathoninterview (VPRO) door Chris Kijne (17 juli 1992).[2]